# Olszewo (powiat siemiatycki)
Olszewo – wieś w Polsce położona w województwie podlaskim, w powiecie siemiatyckim, w gminie Perlejewo.
W latach 1975–1998 miejscowość należała administracyjnie do województwa łomżyńskiego.
Wierni kościoła rzymskokatolickiego należą do parafii Przemienienia Pańskiego w Perlejewie.

## Historia
Wieś założona najprawdopodobniej w pierwszej połowie XV w. W źródłach pojawia się w roku 1453. Wówczas to Piotr Rybałt kupił ją od Mikołaja Olszewskiego. Miejscowość należała wtedy do parafii Perlejewo. Piotr był protoplastą Olszewskich herbu Ślepowron. Wieś przybrała z czasem nazwę Olszewo–Rybałty.
W 1856 roku przeprowadzony został spis ludności prawosławnej zamieszkującej okolicę Perlejewa. W Olszewie wykazano 9 osób należących do tego kościoła. Zapewne byli oni członkami jednej rodziny, skoro w 1857 roku podano, że we wsi jest 1 dom prawosławny.
W II połowie XIX wieku Olszewo Rybałty były niewielką wsią zamieszkaną przez drobną szlachtę. We wsi 7 domów i 36 mieszkańców (18 mężczyzn i 18 kobiet). Wśród nich wymieniono jednego włościanina. Grunty pszenne, łąki, las budowlany.
W okresie międzywojennym wieś nie liczyła więcej niż 10 domów.